# Piotr Borys

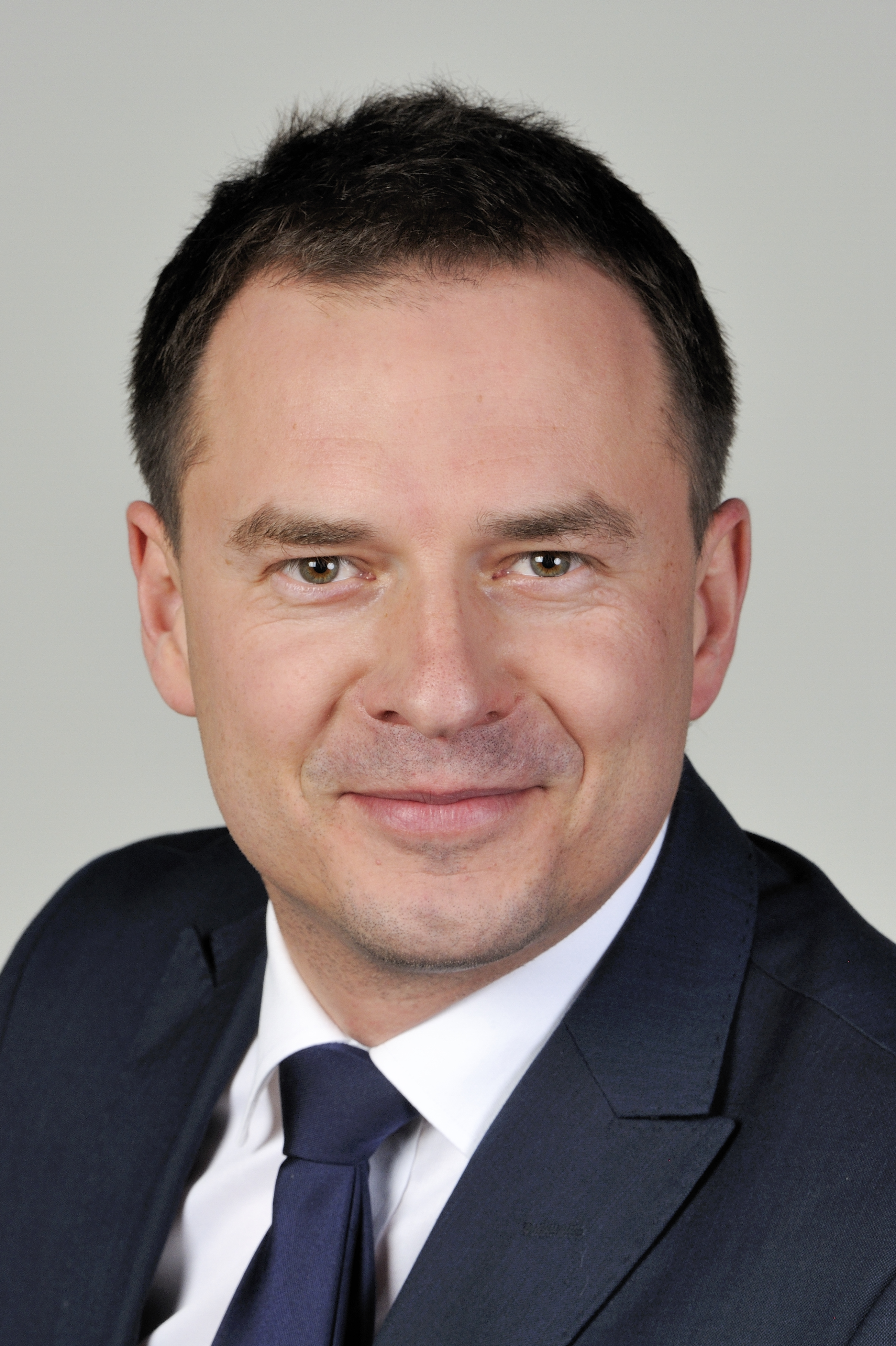
Piotr Borys (2014)

Piotr Borys (* 11. Januar 1976 in Bolesławiec) ist ein polnischer Politiker (PO) Er war von 2009 bis 2014 Abgeordneter im Europäischen Parlament. Seit 2019 gehört er dem Sejm in dessen IX. und X. Wahlperiode an. Zudem ist er seit 2023 Staatssekretär im Ministerium für Sport und Touristik.

## Leben und Beruf
Piotr Borys absolvierte an der Universität Breslau ein Studium der Rechts- und Verwaltungswissenschaft, das er 2001 mit dem Magister abschloss. Anschließend war er für die regionale Entwicklungsagentur Arleg in Legnica tätig, bevor er von 2005 bis 2006 die Aktiengesellschaft Aquapark Polkowice leitete.

## Politik
Borys gehörte zunächst der Unia Wolności (UW) und später der Partia Demokratyczna (PD) an. 2006 wurde er Mitglied der Platforma Obywatelska (PO). Bei der Parlamentswahl 2001 und der Europawahl 2004 kandidierte er jeweils ebenso erfolglos für die UW, wie bei der Parlamentswahl 2005 für die PD.
Von 1998 bis 2002 gehörte Borys dem Stadtrat von Lubin an. Anschließend war er von 2003 bis 2009 Mitglied des Woiwodschaftssejmiks der Woiwodschaft Niederschlesien. 2006 wurde er zudem stellvertretender Vorsitzender des Woiwodschaftssejmiks und Vize-Woiwodschaftsmarschall. In dieser Funktion war er für Sport und Tourismus zuständig. Ferner fungierte er als Präsident der Tourismusorganisation von Niederschlesien und gehörte dem Rat der Nationalen Polnischen Tourismusorganisation in Warschau an.
Borys wurde bei der Europawahl 2009 für die PO Mitglied des Europäischen Parlaments. Im Europäischen Parlament gehörte er dem Rechtsausschuss und dem Ausschuss für Kultur und Bildung sowie den Delegationen für Afghanistan und für Zentralasien an. Bei der Europawahl 2014 kandidierte er nicht erneut. Von Januar bis November 2015 wirkte Borys als Chefberater des polnischen Außenministers. Bei der Parlamentswahl 2015 kandidierte er vergeblich für die PO zum Senat der Republik Polen. Danach leitete er von 2016 bis 2019 das nationale Büro der PO in Polen. Daneben war er ab 2018 erneut Mitglied des Woiwodschaftssejmiks der Woiwodschaft Niederschlesien. 2019 wurde Borys als Kandidat der PO mit 35.034 Stimmen im Wahlkreis Legnica in den Sejm gewählt. Im Oktober 2023 wurde er mit 44.912 Stimmen wiedergewählt. Seit Dezember 2023 fungiert er zusätzlich als Staatssekretär im Ministerium für Sport und Tourismus.
Borys erhob einen schweren Vorwurf gegen den polnischen Bergbaukonzern KGHM: Dieser pumpt regelmäßig mit behördlicher Genehmigung salziges Abwasser aus einem Absetzbecken in die Oder. So auch zwischen dem 29. Juli 2022 und dem 10. August 2022, als das Massensterben der Fische begann.
Bei den Selbstverwaltungswahlen 2024 kandidierte er für das Amt des Stadtpräsidenten von Lubin erreichte aber nur den dritten Platz.

## Ehrungen
2023 erhielt Borys das Weiße Kreuz „Honor et Gloria“ der Ukraine.